# Helicopsyche demodoce
Helicopsyche demodoce är en nattsländeart som beskrevs av Schmid 1993. Helicopsyche demodoce ingår i släktet Helicopsyche och familjen Helicopsychidae. Inga underarter finns listade i Catalogue of Life.